# 남극크릴새우

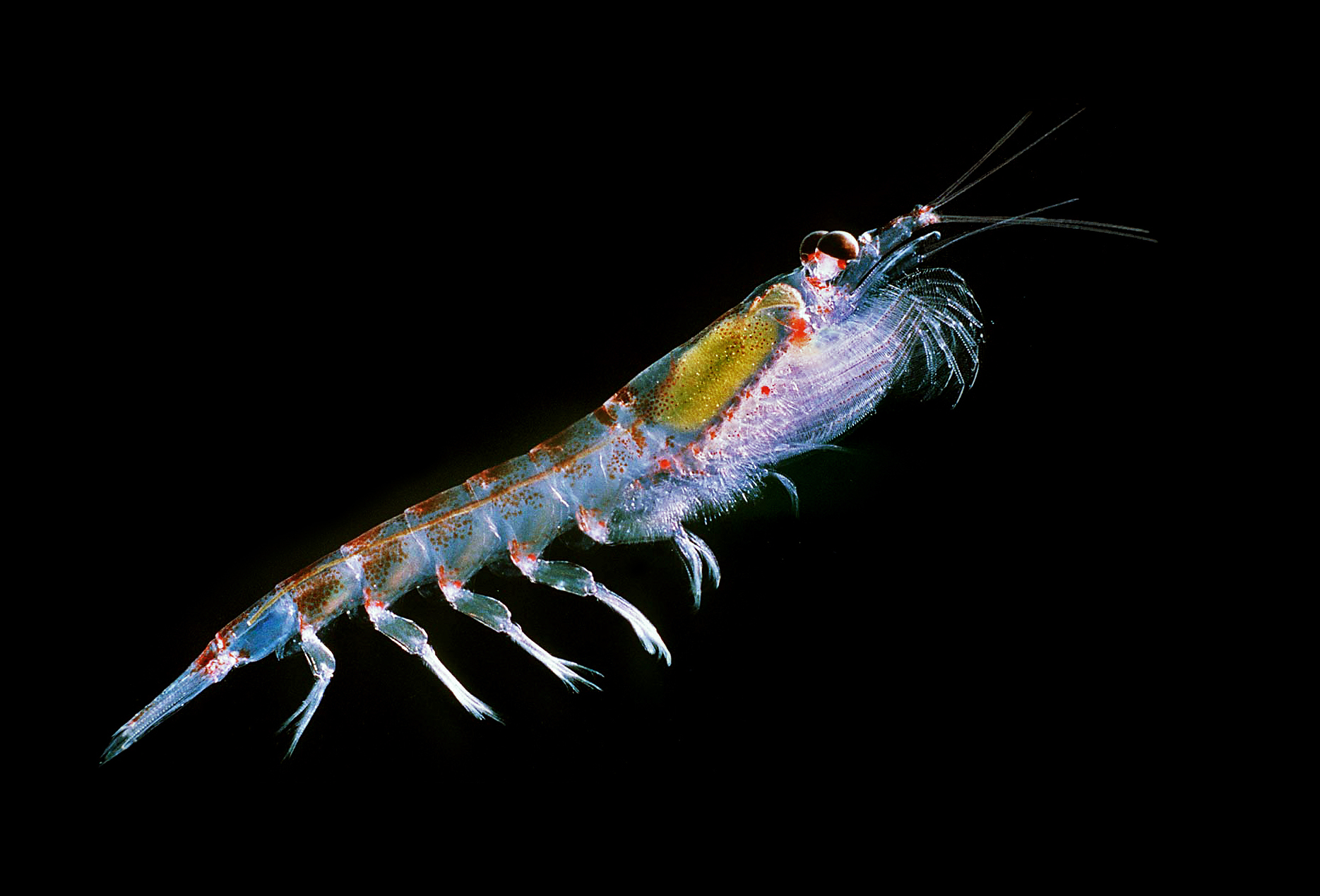
남극크릴새우

남극크릴새우 또는 남극크릴(Antarctic krill, Euphausia Superba)은 남극해의 남극 해역에서 발견되는 크릴의 일종이다. 큰 무리에 사는 작은 수영 갑각류로, 때로는 입방미터당 10,000~30,000마리의 개체 밀도에 도달한다. 이는 미세한 식물성 플랑크톤을 직접 먹으며, 원양(외양) 생활 주기를 유지하기 위해 식물성 플랑크톤이 원래 태양에서 파생된 1차 생산 에너지를 사용한다. 길이는 6 센티미터 (2.4 in)까지 자라며 무게는 최대 2 그램 (0.071 oz)에 달하며 최대 6년까지 살 수 있다. 남극 생태계의 핵심 종이며 바이오매스 측면에서 지구상에서 가장 풍부한 동물 종 중 하나이다. 그 양은 약 5억 미터톤(5억 5천만 숏톤, 4억 9천만 롱톤)이다.